# Червения орел
„Червеният орел“ е испански сериал. Това е приключенски сериал, действието на който се развива през XVII в. в Испания. bTV ще излъчи първите два сезона от поредица, Всяка събота и неделя от 22:00.

## Сюжет
Внимание:  Текстът по-долу разкрива сюжета на произведението (или части от него)!
Действието се развива през Средновековието в Испания.
Гонсало, който работи като учител, празнува Коледа с жена си Кристина и сина им Алонсо. В същото време група хора с качулки се събират на тайна среща. Един от тези мъже – капитан Родриго, е обвинен в измяна, но успява да избяга. Преследван от останалите мъже, той среща Кристина. Тя е арестувана и измъчвана. Гонсало открива съпругата си на улицата. Кристина умира в ръцете му. Той се заклева, че ще открие убийците ѝ и се превръща в Червения орел – спасителят на града.
Три месеца след това, в къщата на Гонсало, нещата не вървят добре. Алонсо пише писмо на леля си Маргарита. Той я моли да дойде при тях. Хората в града гладуват, защото някой е блокирал достъпа до запасите. Червеният орел, с помощта на Сатур, открива виновника и връща хляба на хората. Маркиза де Сантияна гони домашния възпитател на сина си Нуньо. Тогава тя се среща с Гонсало, приятел от години, и го моли да се заеме с обучението на детето.

## Персонажи
- Давид Ханер – Гонсало
- Хавиер Гутиерес – Сатур
- Мириам Гайего – Маркиза Лукресия де Сантияна
- Франсис Лоренсо – Комисарят
- Инма Куеста – Маргарита
- Пепа Аниорте – Каталина
- Сантиаго Молеро – Сипри
- Роберто Аламо – д-р Хуан Де Калатрава